# 邵鼎 (明朝)
邵鼎（？—？），南直隶高邮州（今江苏省高邮市）人，明朝政治人物。
邵鼎于明朝正统年间接替赵琏担任福建福宁县柘洋巡检司巡检，是为第二任柘洋巡检，卸任后由孙玉接任。